# Muntanyes Palkonda
Les muntanyes Palkonda (Palkonda Hills, Muntanyes de la Llet) són una serralada muntanyosa d'Andhra Pradesh, de fet una part dels Ghats Orientals, amb una altura mitjana de 600 metres amb el cim més alt, el Buttaid, de 950 metres. S'inicien a la muntanya sagrada de Tirupati, i es desenvolupen cap al nord-oest durant 70 km i després a l'est, part coneguda com a serralada de Seshachalam, actualment zona de refugi de flora i fauna, però amenaçada per incendis forestals i recol·lectors il·legals de sàndal.